# Gilf al-Kabir
Le plateau de Gilf el-Kebir ou Gilf al-Kabir (littéralement « la grande barrière »), est situé dans l'angle sud-ouest de l'Égypte, à proximité de la Libye et du Soudan, à environ 1 100 km du Caire.
C’est une zone difficile d’accès, et pour laquelle des autorisations spéciales sont encore nécessaires. Au bout des pistes sablonneuses, on trouve des traces de civilisations, de la garnison romaine à l'aérodrome anglais abandonné, montrant l'obstination des hommes, pasteurs toubous, caravaniers, armées de l'Antiquité et de la période moderne, à pénétrer ces lieux.

## Toponymie
Le nom de Gilf al-Kebir a été donné au plateau par le prince Kamal el Dine Hussein (en) en 1925. Il signifie « la grande barrière ».

## Géographie

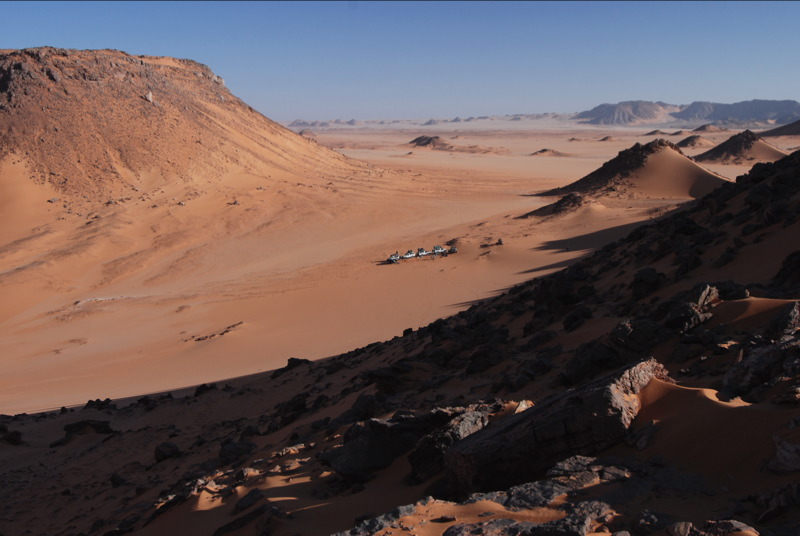
Une caravane de véhicules 4×4 vue depuis la mesa de Gilf al-Kebir.

Ce plateau extrêmement aride, quasiment vierge de végétation, s'étend sur 7 770 km2 et s'élève à 300 m au-dessus du sol du désert environnant, à plus de 1 000 m d'altitude. Les roches sont principalement des calcaires et des grès, mais le Gilf el-Kebir contient aussi un astroblème, le cratère Kebira, d'un diamètre de 950 mètres et de cinquante millions d'années d'âge. Le massif montagneux du Jebel Uweinat situé au sud du plateau, s'étend jusqu'à la Libye et au Soudan voisins.

### Climat
| Mois                              | jan. | fév. | mars | avril | mai  | juin | jui. | août | sep. | oct. | nov. | déc. |
| --------------------------------- | ---- | ---- | ---- | ----- | ---- | ---- | ---- | ---- | ---- | ---- | ---- | ---- |
| Température minimale moyenne (°C) | 7,7  | 10   | 12,4 | 18,4  | 22,2 | 24,9 | 26,1 | 26,3 | 24,2 | 19,2 | 13,2 | 8,7  |
| Température maximale moyenne (°C) | 20,8 | 23,6 | 27,8 | 33,8  | 36,6 | 38,3 | 38,7 | 38,6 | 37,2 | 32,3 | 26,3 | 22,1 |

## Histoire
La dernière période tempérée humide dans cette région a probablement pris fin aux environs du Ve millénaire av. J.-C. ; l’Égypte connaissait alors un paysage de savane arborée parcourue de cours d'eau, où vivaient des autruches, des gazelles, des bovins, des éléphants, des girafes, des hippopotames et des crocodiles… comme en témoigne l'art rupestre des habitants, découvert en 1933 par l'explorateur László Almásy, avec notamment la « grotte des nageurs ».
Dans la zone Est, en grès, du jebel Uweinat voisin (ou djebel Ouéïnat, massif de granite et de grès), Karkur Tahl est le plus grand oued (cours d'eau saisonnier). On y trouve aussi de nombreuses gravures rupestres montrant des chasseurs, et des représentations d'animaux de la savane, contemporaines, pour certaines, de Nabta Playa (Néolithique du Sahara oriental).

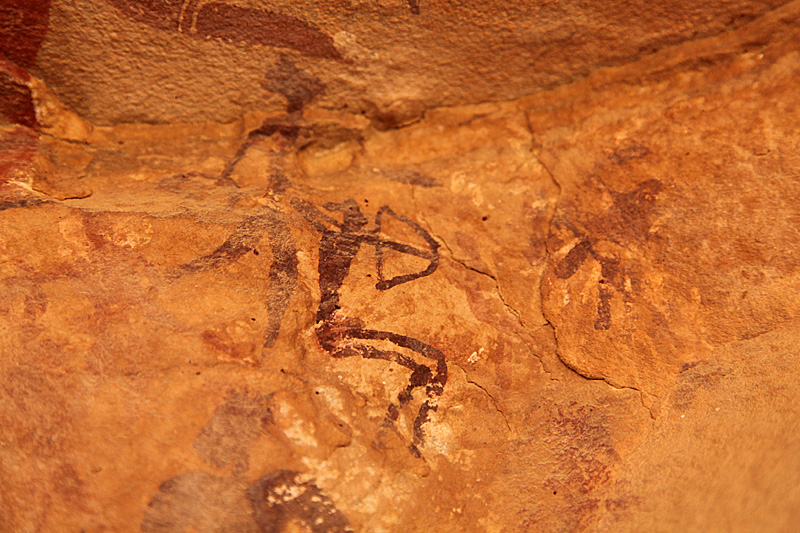
Peinture de Karkur Tahl
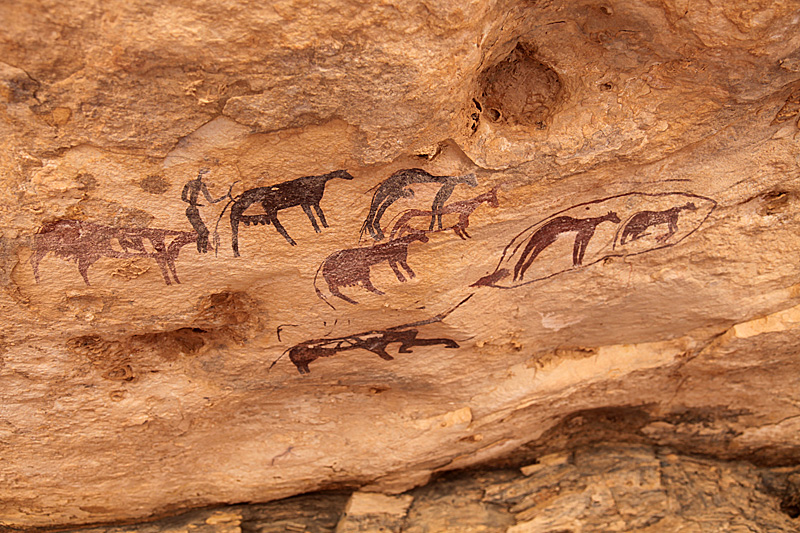
Peinture de Karkur Tahl
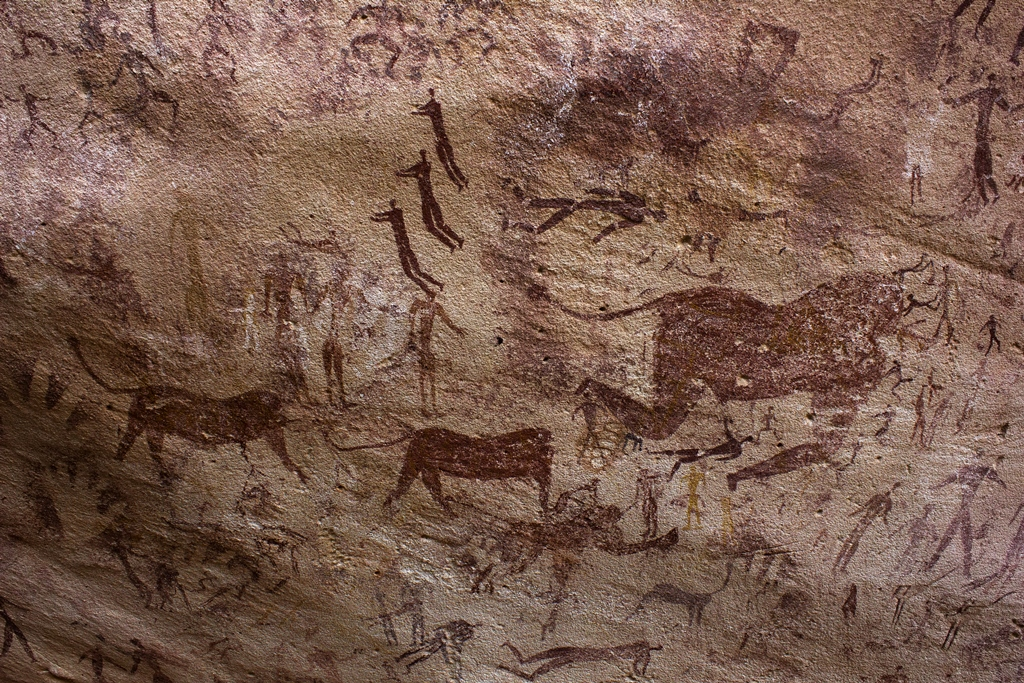
Grotte des nageurs (ou de Foggini-Mesticawi), Gilf al-Kabir
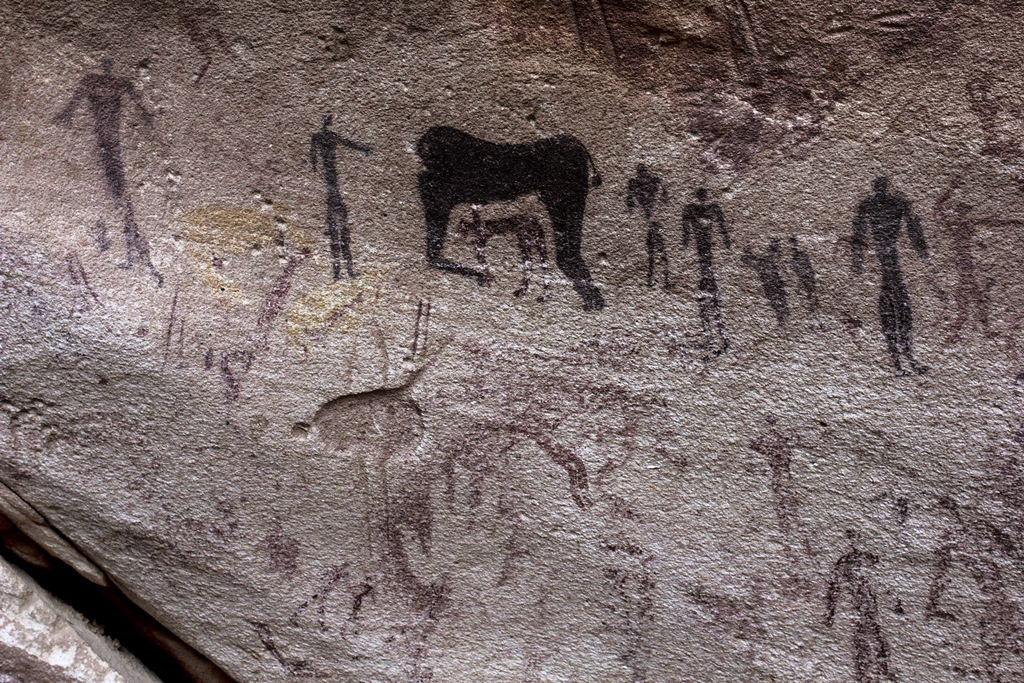
Grotte des nageurs (ou de Foggini-Mesticawi), Gilf al-Kabir

### La grotte des Nageurs

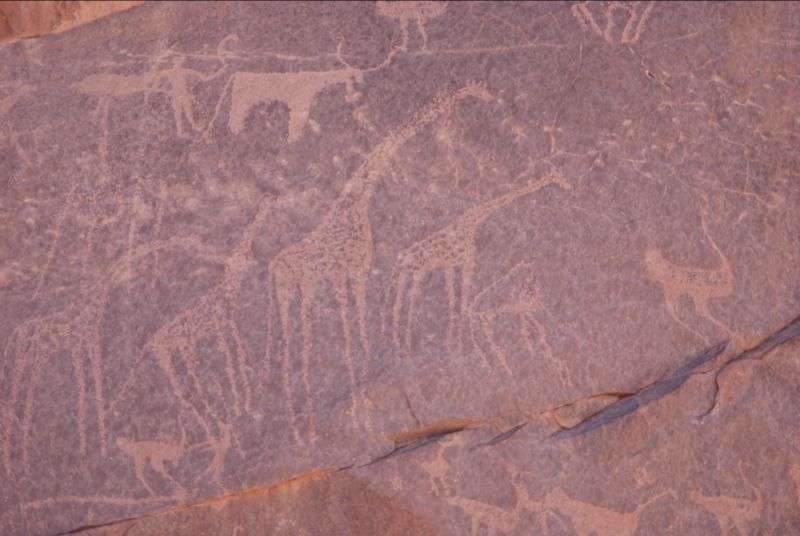
Représentation d'un troupeau conduit par un homme.

La grotte des Nageurs renferme des chefs-d'œuvre de l'art rupestre préhistorique. On y voit des centaines de dessins, de dimensions relativement petites (dix à vingt centimètres), représentant des girafes, des gazelles, des autruches ainsi que des personnages dont seize « nageurs », d'où le nom donné à cette grotte. On y accède par une large ouverture au niveau du sol.
Environ 10 km vers l'ouest se trouve la grotte des Bêtes avec des peintures remarquablement conservées.

### Le rocher de Meri
On trouve sur cette pierre des pétroglyphes, inscriptions à la manière des hiéroglyphes.

### Relations entre le Gilf al-Kabir et l’Égypte antique
À la suite de l’assèchement progressif du désert vers le milieu de l’Holocène, des migrations humaines provenant du Sahara auraient contribué au peuplement et à la culture de la vallée du Nil. Ainsi, selon certains auteurs, les anciens habitants du Gilf al-Kabir auraient influencé la culture saharienne.
Parmi les représentations d’animaux, Jean-Loïc Le Quellec a reconnu des animaux fantastiques, ressemblant à des félins acéphales entourés d’humains qu’ils paraissent avaler ou recracher, ainsi que dans des représentations de personnages « flottants » ou « têtes en bas », préfigurant des divinités et des croyances mortuaires des dynasties pharaoniques. Corroborant ce point, Julien d'Huy a relevé la proximité entre ces « bêtes » sans tête, ayant fait pour certaines l’objet de profondes rayures verticales, et certaines méthodes employées par les Égyptiens pour neutraliser les « signes » dangereux et en éviter la manifestation,. Cependant, ces rapprochements Égypte-Sahara ont pu être contestés.
Les Égyptiens n'ont par la suite pas oublié le Gilf al-Kabir qui se trouve sur la piste d'Abou Ballas reliant le jebel Uweinat (où l'on a retrouvé des graffitis égyptiens datant du IIIe millénaire av. J.-C.) à l'oasis d'Ad-Dakhla dans le désert libyque, alors territoire égyptien.

## Culture populaire
Le Gilf el-Kebir est mentionné dans le roman de Michael Ondaatje, Le Patient anglais. Un monument a été érigé en l’honneur du prince Kamel El Din, qui a découvert le Gilf El Kebir, par son ami László Almásy (ce qui figure dans le film « Le Patient anglais »).